# サン＝サヴァン・シュル・ガルタンプ修道院付属教会
サン＝サヴァン・シュル・ガルタンプ修道院付属教会は、フランスのヴィエンヌ県の都市サン＝サヴァンにある中世以来の教会堂。保存状態の良好なロマネスク期の壁画36点が現存していることで知られ、ユネスコの世界遺産にも登録されている。なお、当初の登録名は「サン＝サヴァン・シュル・ガルタンプ教会 (Church of Saint-Savin sur Gartempe)」だったが、2006年により正確な現在の登録名になった。

## 修道院と付属教会の歴史
ユグノー戦争末期に当たる1598年に修道院の設立憲章は失われてしまったため、正確な設立時期は定かではない。伝統的には、5世紀にマケドニアでの迫害から逃れてきた2人のキリスト教徒サヴァンとシプリヤンに遡る。彼らはガルタンプ川沿岸に逃れてきたが、そこで殉教し、現在のサン＝サヴァン市の近くに葬られたという（サン＝サヴァン・シュル・ガルタンプは「ガルタンプ川沿いの聖サヴァン」の意味）。この300年ほど後に彼ら2人に殉教地から聖遺物が発見されたことから、カール大帝の秘書官だったバディウスは、この地に聖遺物を納めておくための修道院を作ることを決めたという。アニャーヌのベネディクトゥス(w:Benedict of Aniane) はヌルシアのベネディクトゥスの戒律を適用し、その地に20人ほどの修道士を住まわせた。
1010年にポワトゥー伯領とアキテーヌ伯領を治めていた女性領主オモド(Aumode) は、修道院に対して、現存する付属教会の建造を許可した。その後、付属教会の建造はオドン、ジェルヴェ両修道院長のもとで、1040年から1090年まで続いた。
13世紀にはフランス王ルイ9世の弟である伯爵アルフォンス・ド・ポワティエが、修道院施設建造のための資金援助を行った。その後、百年戦争中はイングランド側、フランス側と所有者を変えつつも繁栄した。
ユグノー戦争期には、カトリック、プロテスタント双方が所有をめぐって対立し、1562年と1568年にはプロテスタント側がスタールやオルガンを焼き払ったことで荒廃した。さらには、修道院施設維持を目的とする収入にしか関心のない非聖職者の修道院長たちが任命されたことで荒廃に拍車がかかった。17世紀初頭にはそうした修道院長の一人によって、石材として売り飛ばすために一部の施設が破壊された。こうして、12世紀から13世紀に建てられた施設や回廊の多くが失われた。1611年には、修道院長アンリ・ド・ヌシェズが修道士たちを追い出し、私物化した。ただし、彼は1640年にルイ13世の命令で追放された。
こうした長い荒廃の時期は、ヌアイエ＝モーペルチュイの修道院から派遣されたサン・モール修道会士たちが落ち着くことで、ひとまずおさまった。1640年から1692年までの間に付属教会の修復と新施設の建造が行われた。1世紀のうちには本来の機能を取り戻したが、フランス革命の勃発によって、またも荒らされた。付属教会は憲兵たちの宿舎になり、中庭の回廊では革命祭が執り行われた。1792年には付属教会は小教区の教会となり、最後まで残っていた4人の修道士たちも去った。
1833年に、当時の市長がひび割れをふさいだり、壁画を塗り直させようとしていた時に、ちょうど県知事アレクシス・ド・ジュシユーが訪れた結果、史跡巡視官 (l'inspecteur général des monuments historiques) リュドヴィク・ヴィテに警告が発せられ、付属教会の保護が検討された。1836年に史跡巡視官プロスペル・メリメが喫緊の修復の必要を提起し、1840年には修復に着手されたことで、1849年にはひとまずの救済が成功したと見なされた。
1983年にはユネスコの世界遺産に登録され、1990年には国際壁画センター (Centre International d'Art Mural) が創設された。

## 修道院付属教会の特色

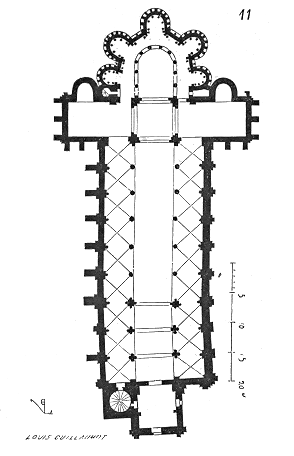
付属教会の平面図。真下が東側

教会はロマネスク期の教会の規則どおり、ラテン十字型に設計された。十字はエルサレムからの光である日の出を指すように東向きになっている。尖塔は長さ76メートル、高さ77メートル、翼廊は長さ31メートルである。
内部は12世紀から13世紀の壁画群で飾られている。よくフレスコ画と紹介されるが、フレスコ画とテンペラ画の中間的な技法で、壁面に直接絵具を塗る形で描かれている。使われている色はそう多くはなく、黄色いオークル、赤いオークル、緑と、それらに白や黒が混ぜられている。
ポーチ
壁画は風雨にさらされ部分的に損壊しているものの、そこに描かれた「栄光の内にあるキリスト」やヨハネの黙示録のエピソード（「大天使と獣の戦い」「イナゴの害」など）は見る者に強い印象を与える。
一般席 (tribune)
一般席は狭い階段でポーチとつながれているが、ここの壁画もかなり傷んでいる。というのは19世紀に修復されるまでステンドグラスが持ち去られたままで吹き曝しだったからである。"descente de croix" を描いた壁画のほか、使徒や聖人たちの肖像が描かれている。
身廊

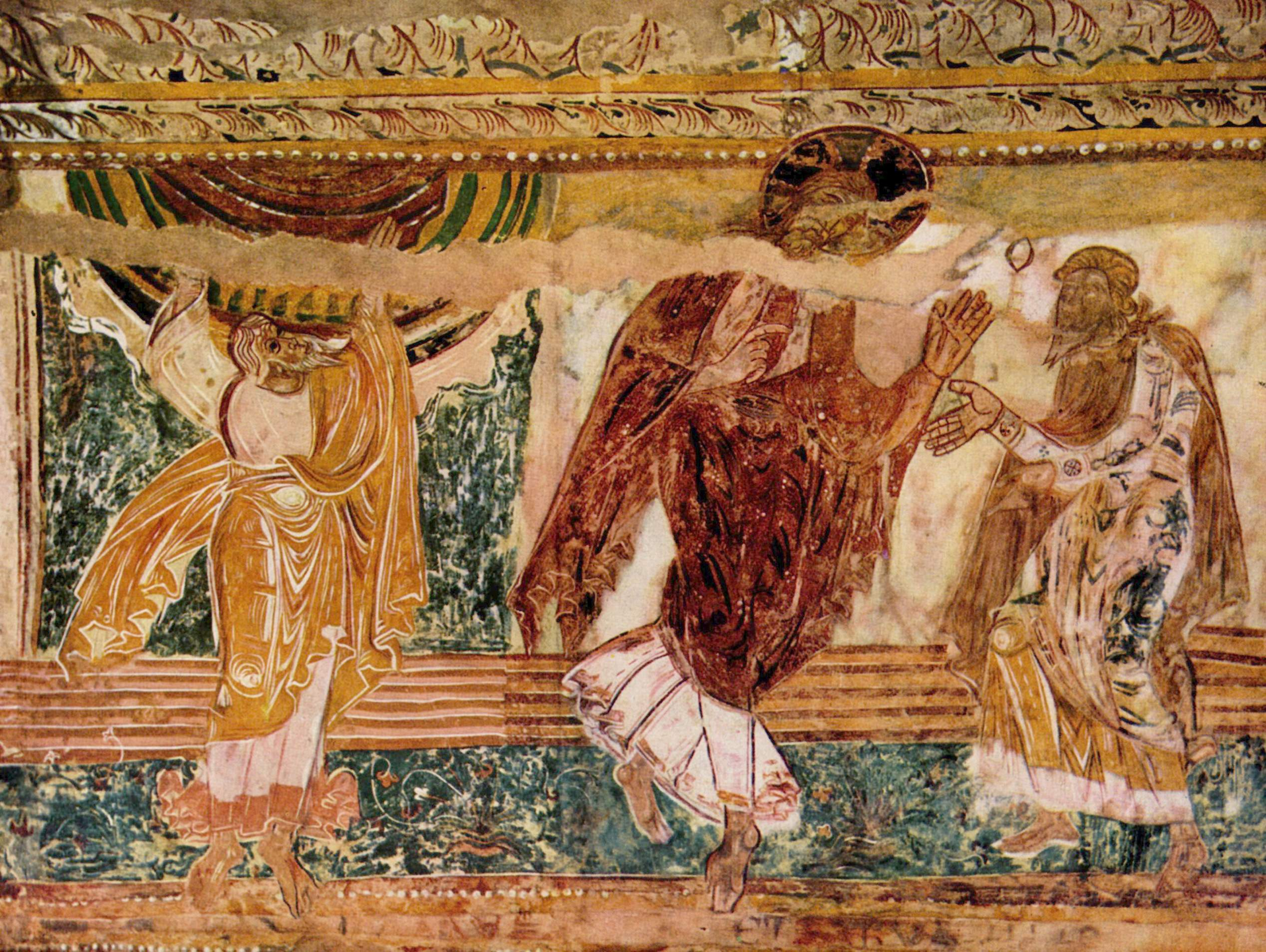
ノアを描いた壁画

建物の中枢をなす部分であり、長さ42メートル、幅17メートル、高さ17メートルの信徒たちの集会場だった。天井画が描かれているがその人物たちは2メートルほどの大きなスケールで描かれている。天井画は創世記や出エジプト記の情景を描いたもので、さながら大きな絵本のように読み進めるようになっている。その中には天地創造の物語やカインとアベルの物語のほか、エノクやノアの箱舟のエピソードを見出すことが出来る。ノアの箱舟は、この付属教会の壁画群の中でも最も有名な場面の一つである。ここで描かれている船は、さながらヴァイキングの船のようであるが、艪も帆もない。ほかに船から出たノアたちを神が祝福する場面やノアが酔いつぶれる場面、バベルの塔の建設、アブラハムの召命、アブラハムとロトの別れなどが描かれている。 
身廊の柱頭
身廊の柱頭に描かれているのは、獅子やアカンサスの葉飾りであって、身廊の壁画群とは趣が異なっている。
地下納骨堂
聖サヴァンと聖シプリヤンの遺体が納められている。ここの壁画には二人の生涯と殉教の物語が描かれている。
内陣
通常の半円状ではなく多角形状になっており、19世紀に作られた小さな星模様で覆われている。そこには1050年に作られた祭壇が残る放射状祭室がある。
翼廊の祭室
北翼廊の祭室は大天使たちに捧げられ、南翼廊の祭室は使徒たちに捧げられている。
小後陣 (absidoles)
小後陣は北から南へ順に、乙女たち、殉教者たち、聖マルティヌスに捧げられている。

## 世界遺産
この世界遺産は世界遺産登録基準のうち、以下の条件を満たし、登録された（以下の基準は世界遺産センター公表の登録基準からの翻訳、引用である）。
- (1) 人類の創造的才能を表現する傑作。
- (3) 現存するまたは消滅した文化的伝統または文明の、唯一のまたは少なくとも稀な証拠。